# Jonge Academie
De Jonge Academie is een vereniging van jonge Vlaamse onderzoekers die zich inzet op het gebied van wetenschapsbeleid, wetenschapscommunicatie en interdisciplinair onderzoek. De vereniging vertolkt specifiek de visie van de jonge academicus/onderzoeker in deze gebieden. Dit gebeurt door middel van visieteksten en eigen evenementen.

## Oprichting
De Jonge Academie werd opgericht op 29 maart 2013 door de Koninklijke Vlaamse Academie van België voor Wetenschappen en Kunsten en de Koninklijke Academie voor Nederlandse Taal- en Letterkunde, naar het voorbeeld van De Jonge Akademie in Nederland en Die Junge Akademie in Duitsland. De Jonge Academie van België (Vlaanderen) is daarmee de 20ste jonge academie wereldwijd.

## Leden en organisatie
De leden zijn academici die bij intrede minimaal 3 en maximaal 10 jaar geleden hun doctoraat behaalden. Het lidmaatschap duurt vijf jaar. Nieuwe leden worden verkozen door de zittende Jonge Academie op basis van een wetenschappelijk dossier en een motivatie. Hierbij wordt gestreefd naar een evenwichtige vertegenwoordiging van de verschillende wetenschappelijke  disciplines.